# Little Green Bag

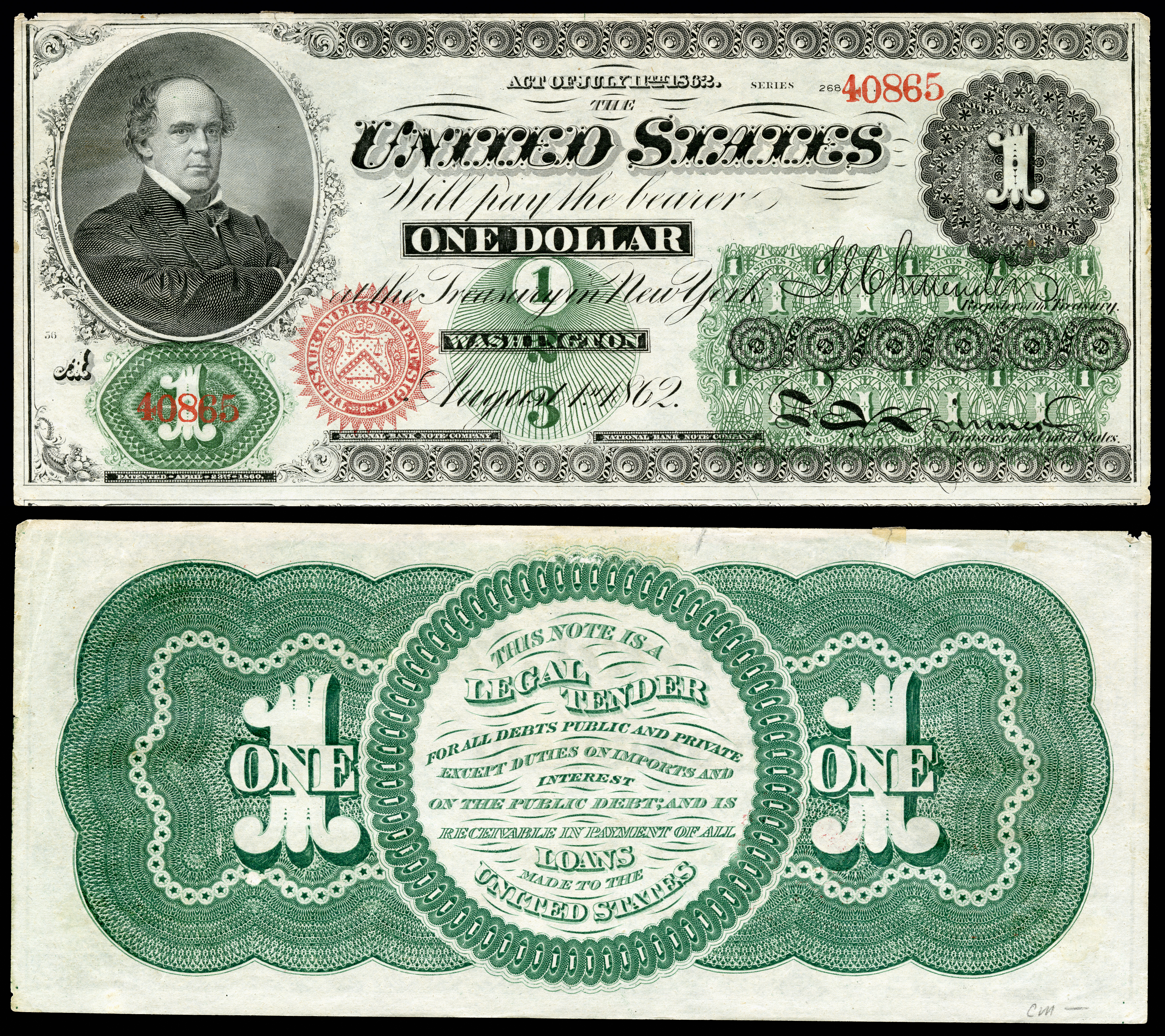
Ééndollar biljet met groene achterkant, de "Greenback", de groene rug, het eerste Amerikaanse papiergeld uitgebracht in 1862 tijdens de Amerikaanse Burgeroorlog.

Little Green Bag is een nummer geschreven door Hans Bouwens (pseudoniem George Baker) en Jan Visser voor de George Baker Selection voor het album met de gelijknamige titel uit 1970. Op 7 oktober 1969 werd het op single uitgebracht.

## Inleiding
Little green bag werd opgenomen in de Soundpush Studio in Blaricum, toen een van de best geoutilleerde geluidsstudio’s van Nederland. Als muziekproducent trad Richard de Bois op; op de Amerikaanse persing wordt Jerry Ross (baas van Colossus Records) als producent vermeld. Achter de knoppen zat Dick Bakker. Musici waren Hans Bouwens (zang, gitaar), Job Netten (slaggitaar), Jan Visser (basgitaar), Jacques Greuter (orgel), Richard de Bois (drumstel, percussie) en Ton Vredenburg (tamboerijn). Het nummer is gebaseerd op een riff dat Jan Visser al tijden speelt om zijn vingers op te warmen. De Bois arrangeert het geheel en speelt tegelijkertijd ook de drums; de eigen drummer zou het niet aankunnen. Bouwens zou de stem in een keer op band hebben gekregen (one take).

### Mondegreen
De titel en de tekst berust op een mondegreen, misverstane woorden. Het liedje gaat eigenlijk over een Amerikaans dollarbiljetje, een little greenback - niet een little green bag, dus geen groen tasje of zakje, met groene marihuana? - dat de eenzame zanger, die op zoek is naar geluk, bij nacht en dag maar niet kan terugvinden.
De eerste twee regels in het Engels met rijk telkens drievoudig binnenrijm – back, track, bag en find, kind, mind – luiden:

Lookin' back on the track for a little green bag,

Got to find just the kind or I'm losin' my mind
— Little Green Bag, eerste twee regels

(Vertaling: (Ik) kijk terug waar ik liep of ik een groen zakje (tasje, biljetje) zie, net wat ik moet hebben, of ik word helemaal gek.)

## Single
Little Green Bag werd door platenlabel Negram op single uitgebracht, samen met B-kant Pretty Little Dreamer, niet afkomstig van het album. 

De plaat werd destijds veel gedraaid op Radio Veronica en de publieke popzender Hilversum 3 en werd een hit. De plaat bereikte de 9e positie in de Nederlandse Top 40 op Radio Veronica en de 6e positie in de  Hilversum 3 Top 30.
In België bereikte de plaat de 3e positie in de voorloper van de Vlaamse Ultratop 50 en de 12e positie in de Waalse hitlijst.
In de zomer van 1970 behaalde de plaat de 16e positie in de Cash Box magazine-charts en de 21ste positie in de Billboard Hot 100 in de Verenigde Staten. Er wordt geschat dat er drie miljoen exemplaren verkocht zijn.
In 1972 werd Little green bag uitgebracht als B-kant van de single The Prisoner; dit nummer, dat in Suriname een blue eyed soul-klassieker werd, is eveneens afkomstig van het Little Green Bag-album.
In 1992 werd de single met veel succes gebruikt als intro van de film Reservoir Dogs van Quentin Tarantino, met vermelding van de auteurs Jan Gerbrand Visser en Benjamino Bouwens en bereikte het nummer tevens de nummer 1-positie in de Japanse hitparade nadat het gebruikt werd bij een Japanse whiskyreclame.
In het najaar van 1999 werd de single opnieuw uitgebracht en kwam voor zes weken terug in de Nederlandse Top 40 op Radio 538 en de Mega Top 100 op Radio 3FM. In totaal heeft deze plaat zeventien weken doorgebracht in beide hitlijsten.
Naar eigen zeggen kon Hans Bouwens stoppen met het werken in de limonade-fabriek van het geld dat hij verdiende aan  Little green bag en zich volledig op zijn muzikale carrière richten.

## Andere uitvoeringen
Al in 1970 verschenen de eerste covers van Little Green Bag; het werd dat jaar opgenomen door I Punti Cardinali (La Borsetta Verde, dus het groene handtasje), de Canadese zanger Bobby Le Clerc (C'est Pourqoui) en de toen 17-jarige Italiaanse zangeres Nada (Un Passatempo). De bekendste cover is die van Tom Jones in samenwerking met de Canadese groep Barenaked Ladies voor zijn album Reload uit 1999. In 2007 verscheen de versie van The Ventures.

## Hitnoteringen

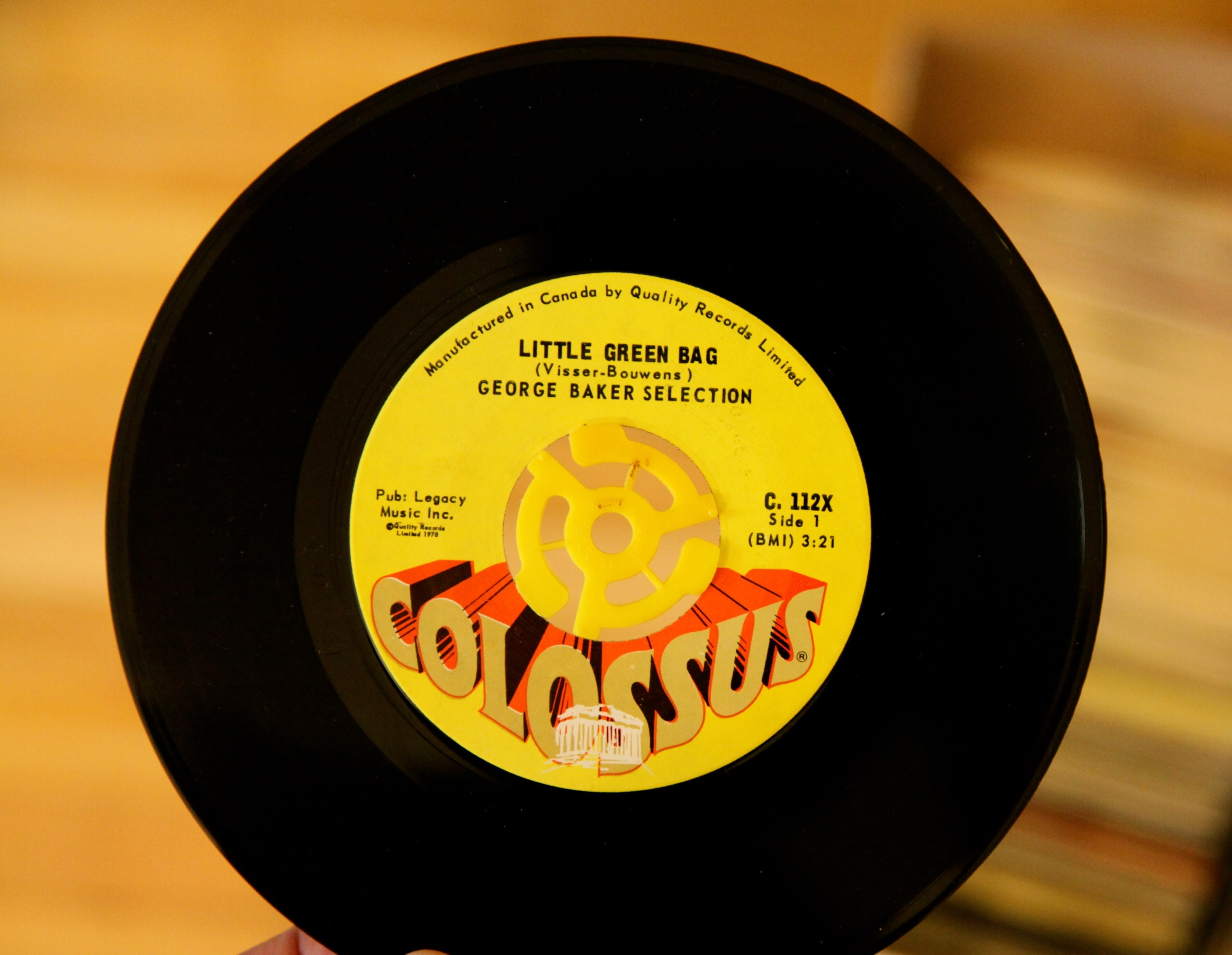
Single

### Nederlandse Top 40
| Hitnotering: (Week 1 t/m 11) 25-10-1969 t/m 03-01-1970 Hitnotering: (Week 12 t/m 17) 10-04-1999 t/m 15-05-1999 | Hitnotering: (Week 1 t/m 11) 25-10-1969 t/m 03-01-1970 Hitnotering: (Week 12 t/m 17) 10-04-1999 t/m 15-05-1999 | Hitnotering: (Week 1 t/m 11) 25-10-1969 t/m 03-01-1970 Hitnotering: (Week 12 t/m 17) 10-04-1999 t/m 15-05-1999 | Hitnotering: (Week 1 t/m 11) 25-10-1969 t/m 03-01-1970 Hitnotering: (Week 12 t/m 17) 10-04-1999 t/m 15-05-1999 | Hitnotering: (Week 1 t/m 11) 25-10-1969 t/m 03-01-1970 Hitnotering: (Week 12 t/m 17) 10-04-1999 t/m 15-05-1999 | Hitnotering: (Week 1 t/m 11) 25-10-1969 t/m 03-01-1970 Hitnotering: (Week 12 t/m 17) 10-04-1999 t/m 15-05-1999 | Hitnotering: (Week 1 t/m 11) 25-10-1969 t/m 03-01-1970 Hitnotering: (Week 12 t/m 17) 10-04-1999 t/m 15-05-1999 | Hitnotering: (Week 1 t/m 11) 25-10-1969 t/m 03-01-1970 Hitnotering: (Week 12 t/m 17) 10-04-1999 t/m 15-05-1999 | Hitnotering: (Week 1 t/m 11) 25-10-1969 t/m 03-01-1970 Hitnotering: (Week 12 t/m 17) 10-04-1999 t/m 15-05-1999 | Hitnotering: (Week 1 t/m 11) 25-10-1969 t/m 03-01-1970 Hitnotering: (Week 12 t/m 17) 10-04-1999 t/m 15-05-1999 | Hitnotering: (Week 1 t/m 11) 25-10-1969 t/m 03-01-1970 Hitnotering: (Week 12 t/m 17) 10-04-1999 t/m 15-05-1999 | Hitnotering: (Week 1 t/m 11) 25-10-1969 t/m 03-01-1970 Hitnotering: (Week 12 t/m 17) 10-04-1999 t/m 15-05-1999 | Hitnotering: (Week 1 t/m 11) 25-10-1969 t/m 03-01-1970 Hitnotering: (Week 12 t/m 17) 10-04-1999 t/m 15-05-1999 | Hitnotering: (Week 1 t/m 11) 25-10-1969 t/m 03-01-1970 Hitnotering: (Week 12 t/m 17) 10-04-1999 t/m 15-05-1999 | Hitnotering: (Week 1 t/m 11) 25-10-1969 t/m 03-01-1970 Hitnotering: (Week 12 t/m 17) 10-04-1999 t/m 15-05-1999 | Hitnotering: (Week 1 t/m 11) 25-10-1969 t/m 03-01-1970 Hitnotering: (Week 12 t/m 17) 10-04-1999 t/m 15-05-1999 | Hitnotering: (Week 1 t/m 11) 25-10-1969 t/m 03-01-1970 Hitnotering: (Week 12 t/m 17) 10-04-1999 t/m 15-05-1999 | Hitnotering: (Week 1 t/m 11) 25-10-1969 t/m 03-01-1970 Hitnotering: (Week 12 t/m 17) 10-04-1999 t/m 15-05-1999 | Hitnotering: (Week 1 t/m 11) 25-10-1969 t/m 03-01-1970 Hitnotering: (Week 12 t/m 17) 10-04-1999 t/m 15-05-1999 | Hitnotering: (Week 1 t/m 11) 25-10-1969 t/m 03-01-1970 Hitnotering: (Week 12 t/m 17) 10-04-1999 t/m 15-05-1999 |
| Week: | 1 | 2 | 3 | 4 | 5 | 6 | 7 | 8 | 9 | 10 | 11 | | 12 | 13 | 14 | 15 | 16 | 17 | |
| --- | --- | --- | --- | --- | --- | --- | --- | --- | --- | --- | --- | --- | --- | --- | --- | --- | --- | --- | --- |
| Positie: | 38 | 30 | 19 | 12 | 10 | 9 | 11 | 13 | 20 | 24 | 26 | uit | 34 | 25 | 23 | 24 | 29 | 34 | uit |

### Hilversum 3 Top 30 / Mega Top 100
| Hitnotering: (Week 1 t/m 10) 01-11-1969 t/m 03-01-1970 Hitnotering: (Week 11 t/m 21) 03-04-1999 t/m 12-06-1999 | Hitnotering: (Week 1 t/m 10) 01-11-1969 t/m 03-01-1970 Hitnotering: (Week 11 t/m 21) 03-04-1999 t/m 12-06-1999 | Hitnotering: (Week 1 t/m 10) 01-11-1969 t/m 03-01-1970 Hitnotering: (Week 11 t/m 21) 03-04-1999 t/m 12-06-1999 | Hitnotering: (Week 1 t/m 10) 01-11-1969 t/m 03-01-1970 Hitnotering: (Week 11 t/m 21) 03-04-1999 t/m 12-06-1999 | Hitnotering: (Week 1 t/m 10) 01-11-1969 t/m 03-01-1970 Hitnotering: (Week 11 t/m 21) 03-04-1999 t/m 12-06-1999 | Hitnotering: (Week 1 t/m 10) 01-11-1969 t/m 03-01-1970 Hitnotering: (Week 11 t/m 21) 03-04-1999 t/m 12-06-1999 | Hitnotering: (Week 1 t/m 10) 01-11-1969 t/m 03-01-1970 Hitnotering: (Week 11 t/m 21) 03-04-1999 t/m 12-06-1999 | Hitnotering: (Week 1 t/m 10) 01-11-1969 t/m 03-01-1970 Hitnotering: (Week 11 t/m 21) 03-04-1999 t/m 12-06-1999 | Hitnotering: (Week 1 t/m 10) 01-11-1969 t/m 03-01-1970 Hitnotering: (Week 11 t/m 21) 03-04-1999 t/m 12-06-1999 | Hitnotering: (Week 1 t/m 10) 01-11-1969 t/m 03-01-1970 Hitnotering: (Week 11 t/m 21) 03-04-1999 t/m 12-06-1999 | Hitnotering: (Week 1 t/m 10) 01-11-1969 t/m 03-01-1970 Hitnotering: (Week 11 t/m 21) 03-04-1999 t/m 12-06-1999 | Hitnotering: (Week 1 t/m 10) 01-11-1969 t/m 03-01-1970 Hitnotering: (Week 11 t/m 21) 03-04-1999 t/m 12-06-1999 | Hitnotering: (Week 1 t/m 10) 01-11-1969 t/m 03-01-1970 Hitnotering: (Week 11 t/m 21) 03-04-1999 t/m 12-06-1999 | Hitnotering: (Week 1 t/m 10) 01-11-1969 t/m 03-01-1970 Hitnotering: (Week 11 t/m 21) 03-04-1999 t/m 12-06-1999 | Hitnotering: (Week 1 t/m 10) 01-11-1969 t/m 03-01-1970 Hitnotering: (Week 11 t/m 21) 03-04-1999 t/m 12-06-1999 | Hitnotering: (Week 1 t/m 10) 01-11-1969 t/m 03-01-1970 Hitnotering: (Week 11 t/m 21) 03-04-1999 t/m 12-06-1999 | Hitnotering: (Week 1 t/m 10) 01-11-1969 t/m 03-01-1970 Hitnotering: (Week 11 t/m 21) 03-04-1999 t/m 12-06-1999 | Hitnotering: (Week 1 t/m 10) 01-11-1969 t/m 03-01-1970 Hitnotering: (Week 11 t/m 21) 03-04-1999 t/m 12-06-1999 | Hitnotering: (Week 1 t/m 10) 01-11-1969 t/m 03-01-1970 Hitnotering: (Week 11 t/m 21) 03-04-1999 t/m 12-06-1999 | Hitnotering: (Week 1 t/m 10) 01-11-1969 t/m 03-01-1970 Hitnotering: (Week 11 t/m 21) 03-04-1999 t/m 12-06-1999 | Hitnotering: (Week 1 t/m 10) 01-11-1969 t/m 03-01-1970 Hitnotering: (Week 11 t/m 21) 03-04-1999 t/m 12-06-1999 | Hitnotering: (Week 1 t/m 10) 01-11-1969 t/m 03-01-1970 Hitnotering: (Week 11 t/m 21) 03-04-1999 t/m 12-06-1999 | Hitnotering: (Week 1 t/m 10) 01-11-1969 t/m 03-01-1970 Hitnotering: (Week 11 t/m 21) 03-04-1999 t/m 12-06-1999 | Hitnotering: (Week 1 t/m 10) 01-11-1969 t/m 03-01-1970 Hitnotering: (Week 11 t/m 21) 03-04-1999 t/m 12-06-1999 |
| Week: | 1 | 2 | 3 | 4 | 5 | 6 | 7 | 8 | 9 | 10 | | 11 | 12 | 13 | 14 | 15 | 16 | 17 | 18 | 19 | 20 | 21 | |
| --- | --- | --- | --- | --- | --- | --- | --- | --- | --- | --- | --- | --- | --- | --- | --- | --- | --- | --- | --- | --- | --- | --- | --- |
| Positie: | 26 | 18 | 10 | 9 | 6 | 9 | 11 | 21 | 26 | 29 | uit | 59 | 35 | 30 | 29 | 30 | 31 | 36 | 42 | 53 | 66 | 86 | uit |

### NPO Radio 2 Top 2000
| Nummer met noteringen in de NPO Radio 2 Top 2000 | '99 | '00 | '01 | '02 | '03 | '04 | '05 | '06 | '07 | '08 | '09 | '10 | '11 | '12 | '13 | '14 | '15 | '16 | '17 | '18 | '19 | '20 | '21  | '22  | '23  | '24  |
| ------------------------------------------------ | --- | --- | --- | --- | --- | --- | --- | --- | --- | --- | --- | --- | --- | --- | --- | --- | --- | --- | --- | --- | --- | --- | ---- | ---- | ---- | ---- |
| Little Green Bag                                 | 338 | 417 | 628 | 514 | 432 | 324 | 464 | 459 | 656 | 465 | 535 | 579 | 583 | 738 | 641 | 600 | 708 | 610 | 621 | 985 | 978 | 745 | 1036 | 1218 | 1313 | 1477 |

1. ↑  Een vetgedrukt getal geeft de hoogste notering aan.